# College des arts médicaux de Kettering
Le College des arts médicaux de Kettering --- en anglais, Kettering College of Medical Arts ou KCMA --- est un centre universitaire adventiste, à Kettering dans l’Ohio. 

## Campus

### Histoire
Le College des arts médicaux de Kettering fut construit à partir de 1964 à côté de l'hôpital mémorial Charles Kettering, aujourd'hui le Centre médical de Kettering, dont il est le campus, permettant une formation pratique sur place pour les étudiants en infirmerie et médecine. Il fut inauguré en mars 1967,. Un Centre de resources pour l'apprentissage a été ajouté en 2004.

### Organisation
Le campus du College est entouré de collines boisées dans la partie résidentielle de Kettering, dans la banlieue de Dayton dans l'Ohio, à quelques kilomètres du centre-ville de Dayton. Il décerne des formations et des baccalaureate degrees (licences) en science des professions de la santé, biologie humaine, infirmerie, assistance médicale, radiologie, traitement pulmonaire, sonographie, médecine nucléaire, et un master de médecin assistant.